# AZ (рэпер)
Энтони Круз (англ. Anthony Cruz; род. 9 марта 1972 года) — американский рэпер, продюсер и актёр, более известный под псевдонимом AZ. Родился и вырос в Бруклине. Вместе с рэперами Nas, Foxy Brown и Nature являлся участником группы The Firm.

## Биография
AZ стал известен после того, как поприсутствовал на треке «Life's a Bitch» из альбома его друга рэпера Nas «Illmatic». В 1994 году подписывает контракт с лейблом EMI Records и в 1995 году выпускает альбом «Doe Or Die», который стал классикой мафиозо-рэпа. Альбом достиг пятнадцатого места в чарте Billboard 200 и продался в количестве более миллиона копий в США. Таким образом, этот альбом стал самым успешным альбомом рэпера. С альбома вышло четыре сингла, включая хит «Sugar Hill». В 1996 году AZ и Nas снялись в рекламе напитка «Sprite».
В 1997 году выходит альбом группы The Firm, в которую входил сам AZ, а также Nas, Foxy Brown и Nature. Альбом назывался «AZ, Nas, Foxy Brown And Nature Presents: The Firm». Несмотря на то, что альбом достиг первого места и стал платиновым за более миллиона копий, проданных в США, он стал провалом. Уже на второй неделе альбома вышел из топ-10 чарта Billboard 200, а на третьей неделе уже вышел из топ-30. Альбом получил отрицательные отзывы от критиков, и группа распалась через год после выхода альбома. Несмотря на это, все участники группы остались друзьями.
В 1998 вышел второй альбом AZ «Pieces of a Man». Альбом также стал классикой хип-хопа, в основном критики хвалили рэпера за его читку. Критики также хвалили продюсеров Trackmasters за хорошие биты. Альбом стал коммерческим успехом, достигнув пятого места в чарте Billboard 200, и продался в количестве более двух миллионов копий в США. На альбоме есть самый известный сингл рэпера, «Hey AZ», исполненный совместно с известной R&B-группой SWV. Почти сразу после выхода альбома AZ пришлось покинуть лейбл Columbia Records из-за его закрытия. Весь 1999 год он провёл в поисках нового лейбла.
В 2001 году, после двухлетнего перерыва, AZ выпускает свой третий альбом «9 Lives» на лейбле Def Jam. Альбом стал очередной классикой и продался в количестве двух с половиной миллионов копий в США, достигнув четвёртого места Billboard 200. Главный сингл с альбома, «Problems», достиг 34-го места в Billboard Hot 100.
Четвёртый альбом AZ «Aziatic» вышел в 2002 году и стал новым прорывом. Альбом вернул Энтони статус звезды. Альбом достиг первого места в Billboard 200, а продажи почти достигли четырёх миллионов копий в США. Но главным прорывом стали синглы с альбома. Все четыре сингла достигли топ-40 в Billboard Hot 100, а сингл «The Essence», который достиг первого места в чарте Billboard Hot 100, был номинирован на Грэмми. Альбом также получил множество наград. Большинство песен с альбома были спродюсированы Trackmasters.
В начале 2004 года должен был выйти альбом под названием «Final Call», однако из-за неизвестных причин альбом так и не вышел. В 2008 году AZ выложил альбом для бесплатного скачивания на своем официальном сайте. Альбом «A.W.O.L.» вышел в сентябре 2005 года и достиг пятого места в чарте Billboard 200. Он стал отходом от мейнстримового звучания предыдущих релизов AZ и получил более хардкорное, андерграундное звучание Нью-Йорка. Однако, несмотря на признание критиков альбом провалился в продажах, разойдясь всего-лишь в полмиллиона копий в США. Над альбомом работали самые известные продюсеры андерграунд-сцены Нью-Йорка, включая DJ Premier. Первым синглом стала клубная композиция «Still Alive».
Новый альбом AZ «The Format» вышел в 2006 году и приобрел ещё более «сырое» и хардкорное звучание. Альбом был спродюсирован Lil' Fame из известной хардкор-рэп-группы M.O.P., DJ Scratch из EPMD, а также Statik Selektah и DJ Premier. Несмотря на тёплый приём музыкальных критиков альбом стал провалом. Он смог достичь только 35-го места в Billboard 200 и продался в количестве менее 200 тысяч копий в США. Несмотря на это AZ всё ещё обладал статусом звезды. Первым синглом с альбома стала песня «Royal Salute» совместно с 50 Cent. Из-за провала альбома лейбл Def Jam разорвал контракт с Энтони. В 2007 году рэпер основал собственный лейбл Quiet Money Records.
В 2008 году был выпущен альбом Undeniable. Альбом дебютировал на девятом месте в чарте Billboard 200 с продажами 78 тысяч копий за первую неделю. Первым синглом с альбома стал трек Go Getta, исполненный совместно с R&B-певцом Ray J.
2009 год стал для рэпера прорывом. В июне вышел альбом Legendary. Он дебютировал на первом месте в чарте Billboard 200 с продажами 230 тысяч копий за первую неделю. Первый сингл с альбома — R&B песня «Livin' The Life». Она достигла первого места в Billboard Hot 100 и стала мировым хитом. Альбом продался в количестве более миллиона копий. Его спродюсировали Havoc из Mobb Deep, The Alchemist, Dr. Dre, Max Martin и Trackmasters.
В октябре 2009 года AZ начал работу над сиквелом своего дебюта «Doe Or Die» под названием «Doe Or Die 2». В 2010 году Энтони сказал, что он собирается воссоединить оригинальную продюсерскую группу Doe Or Die, а это такие продюсеры как DJ Premier, L.E.S., Pete Rock и Buckwild, и добавить таких известных продюсеров как Statik Selektah, Kanye West, Dr. Dre, Trackmasters, Max Martin, The Neptunes и Eminem. В интервью к журналу The Source Энтони сказал, что на альбоме будет обязательно воссоединение группы The Firm.
Изначально альбом должен был выйти в апреле 2012 года, в феврале даже вышел сингл «I Excel», но по неизвестным причинам альбом так и не вышел. По словам AZ, альбом должен выйти в начале 2014 года.

## Дискография
- Doe or Die (1995)
- Pieces of a Man (1998)
- 9 Lives (2001)
- Aziatic (2002)
- A.W.O.L. (2005)
- The Format (2006)
- Undeniable (2008)
- Legendary (2009)